# Persicula
Persicula is een geslacht van weekdieren uit de klasse van de Gastropoda (slakken).

## Soorten
- Persicula accola Roth & Coan, 1968
- Persicula albomaculata (May, 1911)
- Persicula bagne Faber, 2006
- Persicula bahamasensis Petuch, 2002
- Persicula bandera Coan & Roth, 1965
- Persicula blanda (Hinds, 1844)
- Persicula brinkae Bozzetti, 1993
- Persicula calculus (Redfield, 1870)
- Persicula canaryensis (Clover, 1972)
- Persicula chrysomelina (Redfield, 1848)
- Persicula cingulata (Dillwyn, 1817)
- Persicula cordorae De Jong & Coomans, 1988
- Persicula cornea (Lamarck, 1822)
- Persicula danilai Bozzetti, 1992
- Persicula deburghi (A. Adams, 1864)
- Persicula enolae Le Béon, 2014
- Persicula frumentum (Sowerby I, 1832)
- Persicula hennequini Boyer, Neefs & Wakefield, 1999
- Persicula hilli (M. Smith, 1950)
- Persicula imbricata (Hinds, 1844)
- Persicula interruptolineata (Megerle von Mühlfeld, 1816)
- Persicula maculosa (Kiener, 1834)
- Persicula maldiviana T. Cossignani, 2001
- Persicula margotae Le Béon, 2015
- Persicula masirana Roth & Petit, 1972
- Persicula multilineata (Sowerby I, 1846)
- Persicula muralis (Hinds, 1844)
- Persicula obesa (Redfield, 1846)
- Persicula persicula (Linnaeus, 1758)
- Persicula phrygia (Sowerby II, 1846)
- Persicula porcellana (Gmelin, 1791)
- Persicula pulcherrima (Gaskoin, 1849)
- Persicula quemeneri T. Cossignani, 2001
- Persicula rashafuni Bozzetti, 1993
- Persicula robusta (G. B. Sowerby III, 1904)
- Persicula sagittata (Hinds, 1844)
- Persicula shepstonensis (E. A. Smith, 1906)
- Persicula testai Bozzetti, 1993
- Persicula vanpeli Moolenbeek & van der Bijl, 2008
- Persicula weberi Olsson & McGinty, 1958